# Det Som Engang Var
Det Som Engang Var (Castellano: "Lo que una vez fue") es el segundo álbum de estudio publicado por el grupo noruego Burzum en agosto de 1993. Es el segundo álbum de larga duración de Burzum tras su debut con su álbum homónimo. El creador del álbum, Varg Vikernes (conocido también como Count Grishnackh), interpreta todos los instrumentos ya que es el único integrante del grupo.

## Lista de canciones
1. Den Onde Kysten 02:20
2. Key To The Gate 05:15
3. En Ring Til Å Herske 07:10
4. Lost Wisdom 04:39
5. Han Som Reiste 04:51
6. Når Himmelen Klarner 03:50
7. Snu Mikrokosmos Tegn 09:37
8. Svarte Troner 02:17

La duración total del álbum es de 39:59.

## Descripción
El álbum comienza con el instrumental "Den Onde Kysten" (La costa del mal) que resulta ser la introducción del disco para el siguiente corte, "Key to the Gate" (Llave a la puerta) lo cual es una buena muestra de ese ambient black metal característico de la música de Vikernes con riffs potentes combinados con estructuras básicas, pero efectivas, de batería y bajo que envuelven en una atmósfera asfixiante y oscura. Los gritos de Grishnackh, casi al límite de lo humano, es un sonido desgarrador de garganta a lo largo de todo el tema y disco. La música es extrema en su concepción, pero Grishnackh le inyecta algunos pasajes épicos (generalmente en los solos) los cuales hacen oscilar a la música hacia antiguos y lúgubres paisajes que rememoran los momentos en los cuales los vikingos regían las tierras y costas escandinavas.
La música prosigue con "En Ring Til Å Herske" (Un anillo para mandar). Este corte sigue la tónica de su antecesor, pero con un ritmo más lento, arpegios sucios y sintetizadores que colapsan en oscuridad.
El siguiente tema es "Lost Wisdom" (Sabiduría perdida). El ritmo de esta canción se asemeja al de una marcha de guerra, en la cual sigue la tendencia de riffs efectivos y arpegios fúnebres unidos a los guturales ladridos de Vikernes. 
El álbum prosigue con la siguiente pista, "Han Som Reiste" (El que deambula), una canción instrumental donde se aprecia un sintetizador que se asemeja a un piano donde Vikernes demuestra la variedad y originalidad del sonido de Burzum en relación con otras bandas de la escena noruega de black metal. Estos cortes según el mismo Varg son para darle un cierto equilibrio sónico a la música de Burzum, de algo denso a algo contemplativo. Esta faceta instrumental de Burzum se sigue mostrando en "Når Himmelen Klarner" (Cuando los cielos se aclaran), dejando que la melodía fluya a través de las mismas guitarras que asfixian de las primeras pistas, que ahora resultan ser abrasadoras y relajadoras dejándose llevar por las melodías épicas del tema.
Después de la calma viene la tormenta, con una más fuerte y agotadora "Snu Mikrokosmos Tegn" (La vuelta de la señal del microcosmos) que nace de las cenizas como el fénix. Este tema viene a ser una oda al black metal más tradicional que cultivaban bandas como Bathory y Von, pero al estilo de Burzum. Es un corte denso y putrefacto en extremo de principio a fin.
El disco finaliza con el último corte instrumental "Svarte Troner" (Tronos negros).
En la portada de este disco se ve un dibujo de la Puerta Negra de Mordor 
La primera canción del disco siguiente de Burzum, Hvis Lyset Tar Oss, tiene el mismo nombre que este disco